# USS United States (CVA-58)
Pour les autres navires du même nom, voir USS United States.
L’USS United States (CVA-58) était le premier d'une série de cinq super porte-avions de la marine américaine qui devait être lancée à la fin des années 1940, au début de la Guerre froide, mais sa construction fut arrêté et le programme annulé. Il aurait été le troisième navire de l'US Navy à porter ce nom.

## Historique

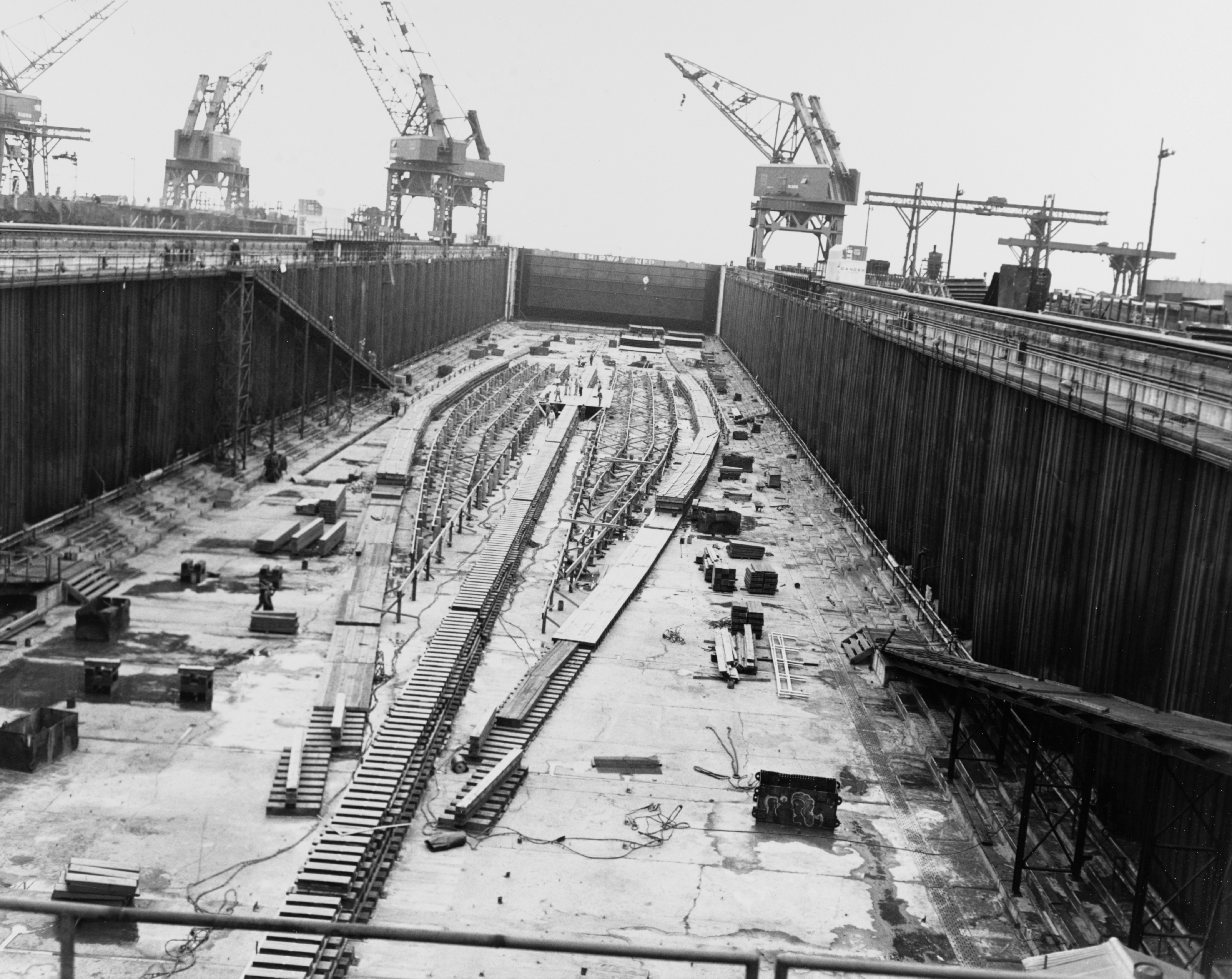
Pose de la quille de l’United States.

L'idée de la construction d'une classe de super porte-avions vit le jour au lendemain de la Seconde Guerre mondiale. Le 29 juillet 1948, le Président des États-Unis Harry S. Truman approuva le projet de construction d'une toute nouvelle génération de porte-avions. 
Avec un déplacement de 59 000 tonnes et une longueur de 330 mètres qui devaient accueillir quatorze bombardiers bimoteurs de près de 50 tonnes emportant les bombes atomiques de 4,5 tonnes de première génération (plus de 110 bombes en soute prévue) et disposant d'ascenseurs latéraux et d'un pont d'envol sans îlot, ce navire devait inaugurer l'avènement des porte-avions géants. Toutefois, sa construction fut annulée, en partie à cause de désaccord entre l'US Air Force et l'US Navy sur le rôle que devait jouer chaque arme dans le bombardement stratégique nucléaire, désaccord qui conduisit à ce qui sera appelé la « Révolte des amiraux » en 1949.
La coque de la première des cinq unités programmées a été posée le 18 avril 1949 au Chantier naval Northrop Grumman de Newport News en Virginie. Mais, le programme a été annulé et les travaux interrompus dès le 23 avril 1949, l’USS United States fut démantelé sur cale, et la construction des quatre autres porte-avions prévus n'a jamais commencé.